# NGC 7741
NGC 7741 (również PGC 72237 lub UGC 12754) – galaktyka spiralna z poprzeczką (SBc), znajdująca się w gwiazdozbiorze Pegaza. Odkrył ją William Herschel 10 września 1784 roku.